# Batalla de Natividad
La Batalla de Natividad. Nombre dado en Estados Unidos al tiroteo que tuvo lugar el 16 de noviembre de 1846 en la Alta California (actual condado de Monterrey) entre un grupo de ciudadanos mexicanos armados y tropas profesionales estadounidenses durante la Guerra de Intervención Estadounidense. 

## Batalla
Mientras que San Juan Bautista era el área que ocupaba el teniente coronel John C. Frémont con algunas de sus fuerzas, un contingente suyo de 50 hombres, fue atacado por una fuerza de 15 civiles méxico-californianos armados en terrenos del llamado Rancho de Natividad en el Valle de Salinas. Los mexicanos, que defendían a su patria, intentaban capturar algunos caballos para seguir la lucha en ese territorio que estaba invadido por fuerzas estadounidenses. Durante el combate, los mexicanos mataron a tres soldados estadounidenses e hirieron a siete, mientras que los mexicanos no sufrieron ningún muerto y tuvieron sólo cinco heridos, pero no consiguieron capturar ningún caballo, puesto que un gran número de refuerzos cercó el área; los mexicanos lograron escapar sin sufrir ninguna baja e internarse en el monte para continuar resistiendo a los invasores.

## Consecuencias
La "Batalla de Natividad" fue importante para los estadounidenses, sobre todo para los habitantes estadounidenses de California, ya que está marcada como parte de su historia. La consideran importante porque, aunque sólo fue una escaramuza, los cronistas estadounidenses aducen que fueron capaces de mantener a sus caballos en su ejército y por lo tanto entregarlos en una manera oportuna al Coronel Fremont, caballos que después serían muy apreciados en el Sur de California.
- Datos: Q4871871